# Daniel Bîrligea
George Daniel Bîrligea (ur. 19 kwietnia 2000 w Braile) – rumuński piłkarz grający na pozycji napastnika, reprezentant Rumunii. Uczestnik Mistrzostw Europy 2024.